# Den ungarske demokratiske republik
Den ungarske demokratiske republik var en selvstændig republik der blev proklameret efter kollapset af Østrig-Ungarn i 1918.
47°29′N 19°02′Ø / 47.48°N 19.03°Ø